# Naoki Takahashi
Naoki Takahashi (高橋 直樹 Takahashi Naoki?), född 8 augusti 1976 i Fukuoka prefektur, är en japansk före detta fotbollsspelare.
Takahashi började sin karriär 1999 i Albirex Niigata. Han spelade 141 ligamatcher för klubben. Han avslutade karriären 2005.